# 1993 w literaturze
Wydarzenia literackie w 1993 roku.

## Wydarzenia
- pierwsze wydanie multimedialnej encyklopedii Encarta

## Proza beletrystyczna i literatura faktu

### Język polski

#### Pierwsze wydania
- Jan Drzeżdżon
  - Szary człowiek
  - Twarz Smętka
- Zbigniew Herbert – Martwa natura z wędzidłem
- Ryszard Kapuściński – Imperium
- Stanisław Lem – Pożytek ze smoka
- Marek Nowakowski – Grecki bożek (Alfa)
- Jerzy Pilch – Spis cudzołożnic
- Andrzej Sapkowski
  - Ostatnie życzenie
  - Miecz przeznaczenia
- Olga Tokarczuk – Podróż ludzi Księgi

#### Tłumaczenia
- P.D. James – Czarna wieża (The Black Tower), przeł. Zbigniew Białas (Wydawnictwo Książnica)[1]
- Vladimir Nabokov – Rozpacz (Отчаяние), przeł. Leszek Engelking
- Isaac Bashevis Singer
  - Certyfikat (The Certificate)
  - Opowiadania (Stories for Children)
  - Opowieść o Królu Pól (The King of the Fields)
  - Późna miłość (Old Love)
  - Seans i inne opowiadania (The Séance and Other Stories)
  - Zjawa i inne opowiadania (The Image and Other Stories)

### Pozostałe języki
- Shūsaku Endō – Głęboka rzeka (Fukai Kawa)
- John Grisham – Klient (The Client)
- Bohumil Hrabal – Dobranocki dla Cassiusa (Večerníčky pro Cassia)
- Carlos Ruiz Zafón – Książę Mgły (El Príncipe de la Niebla)
- David Sheff – Game Over

## Eseje, szkice i felietony

### Język polski

#### Tłumaczenia
- Isaac Bashevis Singer – Felietony, eseje, wywiady

## Dramaty

### Język polski
- Sławomir Mrożek – Miłość na Krymie

## Poezja

### Język polski

#### Pierwsze wydania
- Miłosz Biedrzycki – Wiersze
- Jan Drzeżdżon – Przëszlë do mie
- Jerzy Jarniewicz – Rozmowa będzie możliwa („Biblioteka”, Lódź)
- Jacek Podsiadło – Arytmia
- Jarosław Marek Rymkiewicz – Moje dzieło pośmiertne (Wydawnictwo Literackie)
- Artur Szlosarek – Wiersze różne
- Wisława Szymborska – Koniec i początek
- Robert Tekieli – Nibyt

#### Tłumaczenia
- Ivan Blatný – Szkoła specjalna (Fundacja „bruLionu”, wybrał, przełożył i opracował Leszek Engelking)

### Pozostałe języki
- D.J. Enright – Old Men and Comets
- Viola Fischerová – Babí hodina (Babia godzina)

## Prace naukowe i biografie

### Język polski

#### Pierwsze wydania
- Mirosława Ołdakowska-Kuflowa – Chrześcijańskie widzenie świata w poezji Kazimiery Iłłakowiczówny (Wydawnictwo KUL)[2]
- Tadeusz Skoczek – W kręgu metafizyki, chaosu i konwencji. Szkice o poezji końca lat 80. (Prowincjonalna Oficyna Wydawnicza „Exartim”)[3]
- Elżbieta Zawisza – Powieść w kulturze czytelniczej Francji XVIII wieku (Wydawnictwo Uniwersytetu Wrocławskiego)[4]

### Pozostałe języki
- Bellarmino Bagatti – Emmaus-Qubeibeh. The Results of Excavations at Emmaus-Qubeibeh and Nearby Sites (1873, 1887-1890, 1900-1902, 1940-1944)
- Zygmunt Bauman – Etyka ponowoczesna (Postmodern Ethics)

## Urodzili się
- Tae Keller, amerykańska pisarka dla dzieci

## Zmarli
- 1 stycznia – Anna Wimschneider, niemiecka pisarka (ur. 1919)
- 18 stycznia – Eleanor Hibbert, angielska autorka (ur. 1906)
- 22 stycznia – Kōbō Abe, japoński prozaik, dramaturg i scenarzysta (ur. 1924)
- 29 stycznia – Gustav Hasford, amerykański pisarz (ur. 1947)
- 5 lutego – William Pène du Bois, amerykański autor i ilustrator książek dla dzieci (ur. 1916)
- 1 marca – Anna Bidwell, polska tłumaczka literatury angielskiej (ur. 1918)
- 9 marca – Cyril Northcote Parkinson, brytyjski historyk, pisarz (ur. 1909)
- 11 marca
  - Alina Centkiewicz, polska pisarka i podróżniczka (ur. 1907)
  - Manuel da Fonseca, portugalski pisarz (ur. 1911)
- 16 marca – Natália Correia, portugalska intelektualistka, poetka i działaczka społeczna (ur. 1923)
- 23 marca – Hans Werner Richter, niemiecki pisarz (ur. 1908)
- 24 marca – John Hersey, amerykański pisarz i publicysta (ur. 1914)
- 25 marca – Bogdan Istru, mołdawski poeta (ur. 1914)
- 15 kwietnia
  - Leslie Charteris, brytyjski pisarz, autor powieści kryminalnych (ur. 1907)
  - Helena Kozerska, polska bibliolog, bibliotekoznawca, rękopisoznawca (ur. 1903)
- 22 kwietnia – Bertus Aafjes, holenderski poeta, prozaik, tłumacz i eseista (ur. 1914)
- 8 maja – Avram Davidson, amerykański pisarz (ur. 1923)
- 10 maja – Lester del Rey, amerykański wydawca i autor fantastyki oraz krytyk fantastyki (ur. 1915)
- 26 maja – Jacek Bierezin, polski poeta, reprezentant tzw. Nowej Fali (ur. 1947)
- 15 czerwca – Stanisław Sobotkiewicz, polski pisarz (ur. 1914)
- 19 czerwca – William Golding, brytyjski pisarz, poeta, laureat Nagrody Nobla (ur. 1911)
- 6 lipca – Tadeusz Fangrat, polski poeta, satyryk, tłumacz literatury węgierskiej (ur. 1912)
- 17 lipca – Hamo Sahjan, armeński poeta i tłumacz (ur. 1914)
- 7 września – Eugen Barbu, rumuński prozaik, dziennikarz i tłumacz (ur. 1924)
- 5 września – Julian Siemionow, rosyjski pisarz, autor cyklu o Stirlitzu (ur. 1931)
- 14 września – Geo Bogza, rumuński krytyk literacki, poeta i dziennikarz (ur. 1908)
- 16 września – Oodgeroo Noonuccal, australijska pisarka aborygeńska (ur. 1920)
- 26 września – Nina Bierbierowa, rosyjska pisarka (ur. 1901)
- 30 września – Jenny Aloni, niemiecko-izraelska pisarka (ur. 1917)
- 4 października – Jerzy Broszkiewicz, polski pisarz (ur. 1922)
- 22 listopada – Anthony Burgess, angielski pisarz (ur. 1917)
- 14 grudnia – Silvina Ocampo, argentyńska poetka, autorka opowiadań i artystka (ur. 1903)
- 15 grudnia – Janusz Pasierb, polski poeta i eseista (ur. 1929)

## Nagrody
- Nagroda Cervantesa – Miguel Delibes
- Nagroda Goncourtów – Amin Maalouf, Skała Taniosa (Le Rocher de Tanios)
- Nagroda Kościelskich – Marzanna Bogumiła Kielar, Artur Szlosarek
- Nagroda Nobla – Toni Morrison
- Nagroda Petrarki – Giennadij Ajgi
- Nagroda Stregi – Domenico Rea(inne języki) za Ninfa plebea
- Nagroda Polskiego PEN Clubu im. Jana Parandowskiego – Julian Stryjkowski
- Nagroda Renaudot – Nicolas Bréhal za Les Corps célestes
- Prix Femina – Marc Lambron za L'Oeil du silence
- T.S. Eliot Prize – Ciaran Carson za First Language: Poems
- Złote Laury – Peter Høeg za De måske egnede